# Síndrome de superposició
Una síndrome de superposició és una condició mèdica en què es presenten les característiques d'almenys dues malalties autoimmunitàries sistèmiques. En són exemples la síndrome de superposició MPOC (malaltia pulmonar obstructiva crònica)–asma, la síndrome de superposició SJS–NET (síndrome de Stevens–Johnson i necròlisi epidèrmica tòxica) o la síndrome de superposició HAI–CEA (hepatitis autoimmunitària-colangitis esclerosant autoimmunitària).